# Andreas Wagner (Jurist)
Andreas Wagner (* 1962) ist ein deutscher Jurist und Richter am Oberlandesgericht.

## Leben
Wagner trat nach dem Studium der Rechtswissenschaften in Trier und Córdoba (Spanien) 1997 in den höheren Justizdienst des Landes Nordrhein-Westfalen ein. Er war zunächst am Landgericht Wuppertal in einer Zivilkammer und anschließend am Amtsgericht Wuppertal als Straf- und Familienrichter tätig. Dort wurde er 2000 zum Richter am Amtsgericht ernannt. Nach der Erprobung im Jahr 2006 folgte im Jahr 2007 die Beförderung zum Richter am Oberlandesgericht Düsseldorf, wo Wagner seither – seit 2015 als stellvertretender Vorsitzender – in einem Familiensenat tätig ist. Seit 2020 ist Wagner überdies stellvertretender Vorsitzender eines Zivilsenats, in dessen Zuständigkeit Schadenersatzansprüche im Zusammenhang mit dem „VW-Abgasskandal“ fallen.
Wagner ist Mitautor mehrerer juristischer Fachbücher, Mitarbeiter im Expertenteil des Berechnungsprogramms „Gutdeutsch Familienrechtliche Berechnungen“ und Mitglied der Wissenschaftlichen Vereinigung für Familienrecht.